# Jacques Lévèque
Jacques Lévèque   (14è districte de París, 1 d'octubre de 1917 - 15 de novembre de 2013) va ser un atleta francès, especialista en els 800 metres, que va competir durant la dècada de 1930.
En el seu palmarès destaca una medalla de plata en els 800 metres del Campionat d'Europa d'atletisme de 1938. En la final sols fou superat per l'alemany Rudolf Harbig. El 1938 fou campió nacional dels 800 metres, subcampió el 1939 i tercer el 1937. El 1939 guanyà una medalla de plata als World Student Games.

## Millors marques
- 800 metres. 1' 51.8" (1938)[5]